# Kings (serie televisiva)
(Re Silas al discorso di proclamazione della nuova capitale)
Kings è una serie televisiva serializzata statunitense di genere drammatico/politico, ispirata alla storia biblica di Re Davide ma ambientata in un ipotetico regno moderno molto simile agli Stati Uniti dei nostri giorni. Trasmessa a partire da marzo 2009 negli Stati Uniti su NBC e Citytv, sebbene avesse ricevuto svariate critiche molto positive, la première dello show ha ottenuto un rating molto basso, raggiungendo solo i 6 milioni di spettatori.

## Cast e personaggi
| Personaggio       | Titolo      | Attore           | Controparte biblica |
| ----------------- | ----------- | ---------------- | ------------------- |
| David Shepherd    | Capitano    | Chris Egan       | Davide              |
| Silas Benjamin    | Re          | Ian McShane      | Saul                |
| Jack Benjamin     | Principe    | Sebastian Stan   | Gionatan            |
| Rose Benjamin     | Regina      | Susanna Thompson | Ahinoam             |
| Michelle Benjamin | Principessa | Allison Miller   | Micol               |
| Ephram Samuels    | Reverendo   | Eamonn Walker    | Samuele             |
| William Cross     | -           | Dylan Baker      | Joab                |
| Linus Abner       | Generale    | Wes Studi        | Abner               |
| Helen             | -           | Sarita Choudhury | Rizpah              |
| Andrew Cross      | -           | Macaulay Culkin  | -                   |

## Contenuti
Pur avendo a disposizione un numero ristretto di episodi, la serie si confronta con svariati temi e ogni episodio sembra voler focalizzarsi su uno di questi. Primo fra tutti il potere: chi non è capace di separarsene, re Silas, chi non lo desidera ma vi è destinato, David, chi trama da lungo tempo nell'ombra per averlo, William Cross, chi lo vede in ultima analisi sottoposto all'assenso o al dissenso di Dio, il reverendo Samuels, chi lo intende come un modo di essere d'esempio per la gente, la regina Rose. A questo filo conduttore si aggiungono temi come la fiducia, la morte, l'amore in tutte le sue declinazioni - tra i sessi, verso Dio, materno - e il contrasto tra gli interessi generali impostici dal ruolo nella società e i propri interessi personali, visibile sia nelle figure di Re Silas sia del principe Jack.
La serie si ispira volontariamente alle vicende bibliche di Davide, pur con leggere variazioni. David si conquista l'attenzione della corte reale e del proprio paese distruggendo da solo un temibile modello di carrarmato, il Goliath. L'atteggiamento di Re Silas verso David oscillerà pericolosamente tra l'avversione, che sfocerà in parecchi tentativi di farlo uccidere, e la stima più totale, che lo farà preferire in certe occasioni perfino al figlio Jack e gli varrà la nomina di consigliere del Re. Come nella Bibbia, David si innamorerà della figlia di Silas, Michelle, e in un'occasione allieterà il proprio Re non con l'arpa ma con un più moderno pianoforte. Alla fine David sarà costretto alla fuga dalla corte, su cui si chiude la stagione e che anche nella Bibbia precedeva il suo avvento definitivo come Re.
Se il legame con le vicende bibliche è ricercato, la serie non vi è supina e ne dà una rilettura in chiave moderna, operazione che la rende particolarmente pregevole. Il Dio di Kings è un'idea astratta e, sebbene un suo atteggiamento giudicatore ricordi la tradizione biblica, assume i caratteri di entità non riconducibile a una liturgia, come è mostrato dal fatto che nelle occasioni in cui i personaggi intonano delle preghiere il testo di queste non venga esplicitato. Un altro tema innovativo è l'omosessualità del principe Jack. Lo stesso reverendo Samuels, in occasione del funerale per il suicidio del compagno di Jack, la vedrà come una forma d'amore e come tale non in contrasto con la religione.
I personaggi sono delle figure sfaccettate e il loro sviluppo percorre l'intera serie. Ciò è particolarmente vero per i personaggi secondari come il principe Jack, la regina Rose, il principe Andrew, le cui scelte spesso prendono delle pieghe inattese. Lo stesso Re Silas è una figura contrastata, la cui grandezza - nel male e nel bene - è sorretta da un'interpretazione magistrale di Ian McShane: lo muovono amore per la figlia e la moglie, odio per i nemici, necessità di un contatto privilegiato con Dio, ricerca della serenità, bene della nazione. David è forse il personaggio più statico nella sua obbedienza e fedeltà al re, fatto salvo il rapporto con Michelle: questa obbedienza però non è affatto scontata alla luce degli eventi e proprio il suo carattere incondizionato ne costituisce un pregio.
L'attenzione della serie per certi temi è quasi filosofica e i personaggi finiscono col diventare dei tipi umani: tuttavia non vanno esclusi riferimenti più concreti alle vicende politiche mondiali. Il primo, più scontato, è ancora una volta legato con la trasposizione biblica, e avvicina il regno di Gilboa al moderno Stato di Israele. In seconda battuta il regno di Gilboa si identifica in parte con gli Stati Uniti, dove la serie è stata prodotta: svariati sono gli agganci. Si considerino ad esempio la potenza militare, l'enfasi riservata alla carta costituzionale, il cui furto è oggetto di una puntata, il lancio di una scarpa durante una conferenza stampa di Re Silas. Non si tratta in ogni caso di una corrispondenza uno a uno, ma piuttosto di una parziale sovrapposizione.

## Episodi
| Stagione       | Episodi | Prima TV originale | Prima TV Italia |
| -------------- | ------- | ------------------ | --------------- |
| Prima stagione | 13      | 2009               | 2009-2010       |

## Altri riferimenti
- Gath, nazione nemica al regno di Gilboa; nella mitologia era la città e casa di Golia.
- Goliath, potenti carri armati del regno di Gath; raffigurano il biblico gigante filisteo (Golia) che terrorizzava gli ebrei.
- Shiloh, capitale del regno di Gilboa ricostruita dopo la grande guerra; è un'antica città della Palestina (Silo), corrispondente all'odierna Seilūn.
- Pella, antica città della Macedonia, sede anche del governo di Filippo e Alessandro Magno